# Gregg Zuckerman

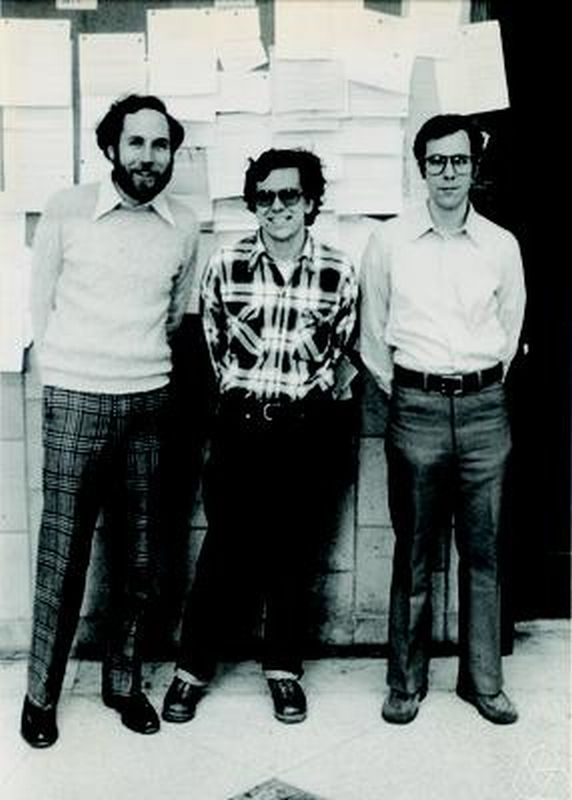
Gregg Zuckerman (links) in Yale 1979

Gregg Jay Zuckerman (* 1949 in Los Angeles)  ist ein US-amerikanischer Mathematiker. Er ist emeritierter Professor an der Yale University. Er befasst sich mit Liegruppen und ihren Darstellungen.

## Leben
Zuckerman wurde 1975 an der Princeton University bei Elias Stein promoviert (Some character identities for semisimple Lie groups). 1974/75 und 1978 war er am Institute for Advanced Study. 1977/78 war er Junior Faculty Fellow und später Professor in Yale.
Mit Anthony W. Knapp klassifizierte er 1976 die temperierten irreduziblen Darstellungen halbeinfacher Liegruppen (sie spielen eine besondere Rolle in der Harmonischen Analyse auf Liegruppen). Er leistete auch Beiträge zur mathematischen Physik, unter anderem mit Howard Garland und Igor Frenkel 1986 (Zusammenhang BRST Quantisierung von Strings mit Kohomologie gradierter Liealgeben). und war einer der Ersten der (noch vor Edward Witten) Chern-Simons-Feldtheorien behandelte.
Er ist am Atlas of Lie Groups beteiligt, einer Kollaboration, die das Ziel verfolgt, die irreduziblen unitären Darstellungen von Liegruppen (Unitary Dual) zu bestimmen, wozu es prinzipiell einen endlichen Algorithmus gibt (wie sich aus Arbeiten von Zuckerman und anderen ergab).
1979 bis 1981 war er Sloan Research Fellow.

## Schriften
- Tensor products of finite and infinite-dimensional representations of semisimple Lie groups, Annals of Mathematics, Band 106, 1977, S. 295–308
- mit Knapp Classification of irreducible tempered representations of semisimple Lie groups, Proc. Nat. Acad. Sci., Band 73, 1976, S. 2178–2180, PMC 430485 (freier Volltext)
- mit Knapp Classification of Irreducible Tempered Representations of Semisimple Groups,  Annals of Mathematics, Band 116, 1982, S. 389–455
- Continuous cohomology and unitary representations of real reductive groups, Annals of Mathematics, Band 107, 1978, S. 495–516